# Ražden Peršan
Ražden Peršan (gruz. რაჟდენ სპარსი), též Svatý Ražden či Ražden Prvomučedník († asi v roce 457), byl perský šlechtic ve službách iberskho (gruzínského) krále Vachtanga I. Konvertoval ke křesťanství. V bojích proti sasánovské Persii padl do zajetí. Poté, co se odmítl vzdát své víry, byl ukřižován a usmrcen otrávenými šípy.
Jako svatý je ctěn všemi pravoslavnými církvemi[zdroj⁠?!], zejména Gruzínskou pravoslavnou církví.